# Europese auto in 1970
Dit artikel geeft een overzicht van alle Europese personenwagens uit 1970. De auto's staan alfabetisch gerangschikt per merk.
| Alfa Romeo |                  | concern:          | onafhankelijk |
| Alfa Romeo | divisie:         |                   |               |
| Alfa Romeo | merk:            | Alfa Romeo Italië |               |
| Alfa Romeo | model:           | Montreal          |               |
| Alfa Romeo | einde productie: | 1977              |               |
| Alfa Romeo | productieaantal: | 3900              |               |

| Citroën |                  | concern:          | onafhankelijk |
| Citroën | divisie:         |                   |               |
| Citroën | merk:            | Citroën Frankrijk |               |
| Citroën | model:           | GS                |               |
| Citroën | einde productie: | 1979              |               |
| Citroën | productieaantal: | ?                 |               |

| Citroën |                  | concern:          | onafhankelijk |
| Citroën | divisie:         |                   |               |
| Citroën | merk:            | Citroën Frankrijk |               |
| Citroën | model:           | SM                |               |
| Citroën | einde productie: | 1975              |               |
| Citroën | productieaantal: | 12.900            |               |

| Citroën |                  | concern:          | onafhankelijk |
| Citroën | divisie:         |                   |               |
| Citroën | merk:            | Citroën Frankrijk |               |
| Citroën | model:           | AKS 400           |               |
| Citroën | einde productie: | 1978              |               |
| Citroën | productieaantal: | ?                 |               |

| Citroën |                  | concern:          | onafhankelijk |
| Citroën | divisie:         |                   |               |
| Citroën | merk:            | Citroën Frankrijk |               |
| Citroën | model:           | 2CV               |               |
| Citroën | einde productie: | 1990              |               |
| Citroën | productieaantal: | 3.800.000         |               |

| Ferrari |                  | concern:       | FIAT Italië |
| Ferrari | divisie:         |                |             |
| Ferrari | merk:            | Ferrari Italië |             |
| Ferrari | model:           | 312 B          |             |
| Ferrari | einde productie: | 1970           |             |
| Ferrari | productieaantal: | ?              |             |

| Ford |                  | concern:                            | Ford Motor Company Verenigde Staten |
| Ford | divisie:         |                                     |                                     |
| Ford | merk:            | Ford West-Duitsland                 |                                     |
| Ford | model:           | Cortina sedan / Estate stationwagen |                                     |
| Ford | einde productie: | 1976                                |                                     |
| Ford | productieaantal: | ?                                   |                                     |

| Ford |                  | concern:             | Ford Motor Company Verenigde Staten |
| Ford | divisie:         |                      |                                     |
| Ford | merk:            | Ford West-Duitsland  |                                     |
| Ford | model:           | Taunus sedan / Coupe |                                     |
| Ford | einde productie: | 1975                 |                                     |
| Ford | productieaantal: | ?                    |                                     |

| Hillman |                  | concern:                     | Chrysler Verenigde Staten |
| Hillman | divisie:         |                              |                           |
| Hillman | merk:            | Hillman Verenigd Koninkrijk  |                           |
| Hillman | model:           | Avenger sedan / stationwagen |                           |
| Hillman | einde productie: | 1981                         |                           |
| Hillman | productieaantal: | ?                            |                           |

| Lamborghini |                  | concern:                                             | onafhankelijk |
| Lamborghini | divisie:         |                                                      |               |
| Lamborghini | merk:            | Lamborghini Italië                                   |               |
| Lamborghini | model:           | Jarama GT-2+2 coupé (in 1972 verbeterd tot Jarama S) |               |
| Lamborghini | einde productie: | 1976                                                 |               |
| Lamborghini | productieaantal: | 328                                                  |               |

| Land Rover |                  | concern:                                        | British Leyland Verenigd Koninkrijk |
| Land Rover | divisie:         |                                                 |                                     |
| Land Rover | merk:            | Land Rover Verenigd Koninkrijk                  |                                     |
| Land Rover | model:           | Range Rover driedeur-suv (1e generatie)         |                                     |
| Land Rover | einde productie: | januari 1994                                    |                                     |
| Land Rover | productieaantal: | 326.070 (inclusief de vijfdeurvariant uit 1981) |                                     |

| Lotus |                  | concern:                  | onafhankelijk |
| Lotus | divisie:         |                           |               |
| Lotus | merk:            | Lotus Verenigd Koninkrijk |               |
| Lotus | model:           | Seven S4                  |               |
| Lotus | einde productie: | 1973                      |               |
| Lotus | productieaantal: | 294                       |               |

| Maserati |                  | concern:        | Citroën Frankrijk |
| Maserati | divisie:         |                 |                   |
| Maserati | merk:            | Maserati Italië |                   |
| Maserati | model:           | Simun           |                   |
| Maserati | einde productie: | 1970            |                   |
| Maserati | productieaantal: | ?               |                   |

| Monteverdi |                  | concern:               | onafhankelijk |
| Monteverdi | divisie:         |                        |               |
| Monteverdi | merk:            | Monteverdi Zwitserland |               |
| Monteverdi | model:           | Hai 450 SS             |               |
| Monteverdi | einde productie: | 1973                   |               |
| Monteverdi | productieaantal: | 2                      |               |

| Opel |                  | concern:            | General Motors Verenigde Staten |
| Opel | divisie:         |                     |                                 |
| Opel | merk:            | Opel West-Duitsland |                                 |
| Opel | model:           | Manta               |                                 |
| Opel | einde productie: | 1975                |                                 |
| Opel | productieaantal: | ?                   |                                 |

| Opel |                  | concern:               | General Motors Verenigde Staten |
| Opel | divisie:         |                        |                                 |
| Opel | merk:            | Opel West-Duitsland    |                                 |
| Opel | model:           | Diplomat Coupe CD Frua |                                 |
| Opel | einde productie: | 1970                   |                                 |
| Opel | productieaantal: | ?                      |                                 |

| Peugeot |                  | concern:              | onafhankelijk |
| Peugeot | divisie:         |                       |               |
| Peugeot | merk:            | Peugeot Frankrijk     |               |
| Peugeot | model:           | 304 coupé / cabriolet |               |
| Peugeot | einde productie: | 1975                  |               |
| Peugeot | productieaantal: | ?                     |               |

| Peugeot |                  | concern:          | onafhankelijk |
| Peugeot | divisie:         |                   |               |
| Peugeot | merk:            | Peugeot Frankrijk |               |
| Peugeot | model:           | 504 stationwagen  |               |
| Peugeot | einde productie: | 1985              |               |
| Peugeot | productieaantal: | 650.000           |               |

| Renault |                  | concern:          | onafhankelijk |
| Renault | divisie:         |                   |               |
| Renault | merk:            | Renault Frankrijk |               |
| Renault | model:           | 12 stationwagen   |               |
| Renault | einde productie: | 1980              |               |
| Renault | productieaantal: | ?                 |               |

| Saab |                  | concern:        | Saab-Scania Zweden |
| Saab | divisie:         |                 |                    |
| Saab | merk:            | Saab Zweden     |                    |
| Saab | model:           | Sonett III (97) |                    |
| Saab | einde productie: | 1974            |                    |
| Saab | productieaantal: | ?               |                    |

| Triumph |                  | concern:                    | British Leyland Verenigd Koninkrijk |
| Triumph | divisie:         |                             |                                     |
| Triumph | merk:            | Triumph Verenigd Koninkrijk |                                     |
| Triumph | model:           | Stag                        |                                     |
| Triumph | einde productie: | 1977                        |                                     |
| Triumph | productieaantal: | 25.800                      |                                     |

| Triumph |                  | concern:                                          | British Leyland Verenigd Koninkrijk |
| Triumph | divisie:         |                                                   |                                     |
| Triumph | merk:            | Triumph Verenigd Koninkrijk                       |                                     |
| Triumph | model:           | 2000 / 2500 — Mark II sedan / estate stationwagen |                                     |
| Triumph | einde productie: | 1975                                              |                                     |
| Triumph | productieaantal: | 11.200 / 135.300                                  |                                     |

| Triumph |                  | concern:                    | British Leyland Verenigd Koninkrijk |
| Triumph | divisie:         |                             |                                     |
| Triumph | merk:            | Triumph Verenigd Koninkrijk |                                     |
| Triumph | model:           | GT6                         |                                     |
| Triumph | einde productie: | 1973                        |                                     |
| Triumph | productieaantal: | 13.000                      |                                     |

| Triumph |                  | concern:                    | British Leyland Verenigd Koninkrijk |
| Triumph | divisie:         |                             |                                     |
| Triumph | merk:            | Triumph Verenigd Koninkrijk |                                     |
| Triumph | model:           | Spitfire Mark IV            |                                     |
| Triumph | einde productie: | 1974                        |                                     |
| Triumph | productieaantal: | 140.000                     |                                     |

| Triumph |                  | concern:                    | British Leyland Verenigd Koninkrijk |
| Triumph | divisie:         |                             |                                     |
| Triumph | merk:            | Triumph Verenigd Koninkrijk |                                     |
| Triumph | model:           | Toledo                      |                                     |
| Triumph | einde productie: | 1976                        |                                     |
| Triumph | productieaantal: | 119.100                     |                                     |

| Triumph |                  | concern:                    | British Leyland Verenigd Koninkrijk |
| Triumph | divisie:         |                             |                                     |
| Triumph | merk:            | Triumph Verenigd Koninkrijk |                                     |
| Triumph | model:           | 1500                        |                                     |
| Triumph | einde productie: | 1973                        |                                     |
| Triumph | productieaantal: | 66.300                      |                                     |

| TVR |                  | concern:                | onafhankelijk |
| TVR | divisie:         |                         |               |
| TVR | merk:            | TVR Verenigd Koninkrijk |               |
| TVR | model:           | Vixen S3                |               |
| TVR | einde productie: | 1972                    |               |
| TVR | productieaantal: | 168                     |               |

| Vauxhall |                  | concern:                     | General Motors Verenigde Staten |
| Vauxhall | divisie:         |                              |                                 |
| Vauxhall | merk:            | Vauxhall Verenigd Koninkrijk |                                 |
| Vauxhall | model:           | Viva                         |                                 |
| Vauxhall | einde productie: | 1979                         |                                 |
| Vauxhall | productieaantal: | ?                            |                                 |

| Volkswagen |                  | concern:                  | onafhankelijk |
| Volkswagen | divisie:         |                           |               |
| Volkswagen | merk:            | Volkswagen West-Duitsland |               |
| Volkswagen | model:           | K70                       |               |
| Volkswagen | einde productie: | 1974                      |               |
| Volkswagen | productieaantal: | ?                         |               |